# قاسم‌آباد (خواف)
قاسم‌آباد شهری در بخش جلگه زوزن شهرستان خواف استان خراسان رضوی ایران است. شهر قاسم‌آباد در ۶۰ کیلومتری خواف قرار دارد و مرکز بخش جلگه زوزن است.

## مردم
محصولات عمده کشاورزی این شهر گندم، جو، پنبه و پسته می‌باشد. سایر محصولات شامل خربزه، هندوانه، زعفران، زیره و خشکبار می‌باشد. دامپروری در این شهرستان به صورت سنتی رایج است و غالباً گوسفند و بز می‌باشد.

## جمعیت
بر پایه سرشماری عمومی نفوس و مسکن در سال ۱۳۹۵ جمعیت این شهر ۵٬۱۴۵ نفر (در ۱٬۳۹۰ خانوار) بوده‌است.